# Edo-Esan-Ora jezici
Edo-Esan-Ora jezici (privatni kod: edso), podskupina sjevernih-centralnih edoid jezika raširenih na području Nigerije u državama Bendel i Edo.. 
Njima govori oko 1.300.000 ljudi. Obuhvaća (4) jezika, to su: 
- Edo [bin] (1.000.000; Wiesenfeld 1999);
- Emai-Iuleha-Ora [ema] (100,000; Schaefer 1987);
- Esan [ish] (200.000; 1973 SIL);
- Ibilo [ibi] (5.000). predloženo je da se kao dijalekt uklopi u jezik Okpamheri [opa][2]

## Vanjske poveznice
- Ethnologue (14th)
- Ethnologue (15th)